# Dasystole poolei
Dasystole poolei är en fjärilsart som beskrevs av Claude Herbulot 1979. Dasystole poolei ingår i släktet Dasystole och familjen mätare. Inga underarter finns listade i Catalogue of Life.